# 萩原渉 (政治家)
萩原 渉（はぎわら わたる、1953年10月20日 - ）は日本の政治家、建築士。群馬県議会議員（4期）、第94代群馬県議会議長、群馬県議会副議長を務めた。

## 経歴
1953年10月20日、群馬県吾妻郡草津町に生まれる。1976年、明治大学工学部建築学科卒業。東京や前橋の建築設計事務所に勤務した後、1988年独立してビュー環境計画研究所を設立する。
2007年4月8日、群馬県議会議員選挙に吾妻郡選挙区から自由民主党公認で立候補して、初当選を果たし、3期務めた。4選を目指して2019年の県議選に立候補したが、4月7日の投開票の結果、次点で落選した。しかし、同選挙区で当選した南波和憲が自身の親族が公職選挙法違反容疑で取り調べを受けていることを理由に辞職願を提出し、5月24日、辞職願が許可された。南波の辞職が選挙期日から3か月以内だったため、6月6日に萩原の繰り上げ当選が決まった。2023年の県議選には出馬せず県議を引退。
2017年5月25日から2018年5月25日まで群馬県議会副議長を務めた。2020年5月22日から2021年5月24日まで第94代群馬県議会議長を務めた。
2023年11月3日、秋の叙勲で旭日双光章を受章。

## 人物
- 一級建築士の資格を保有している[2]。